# KURE 5-56

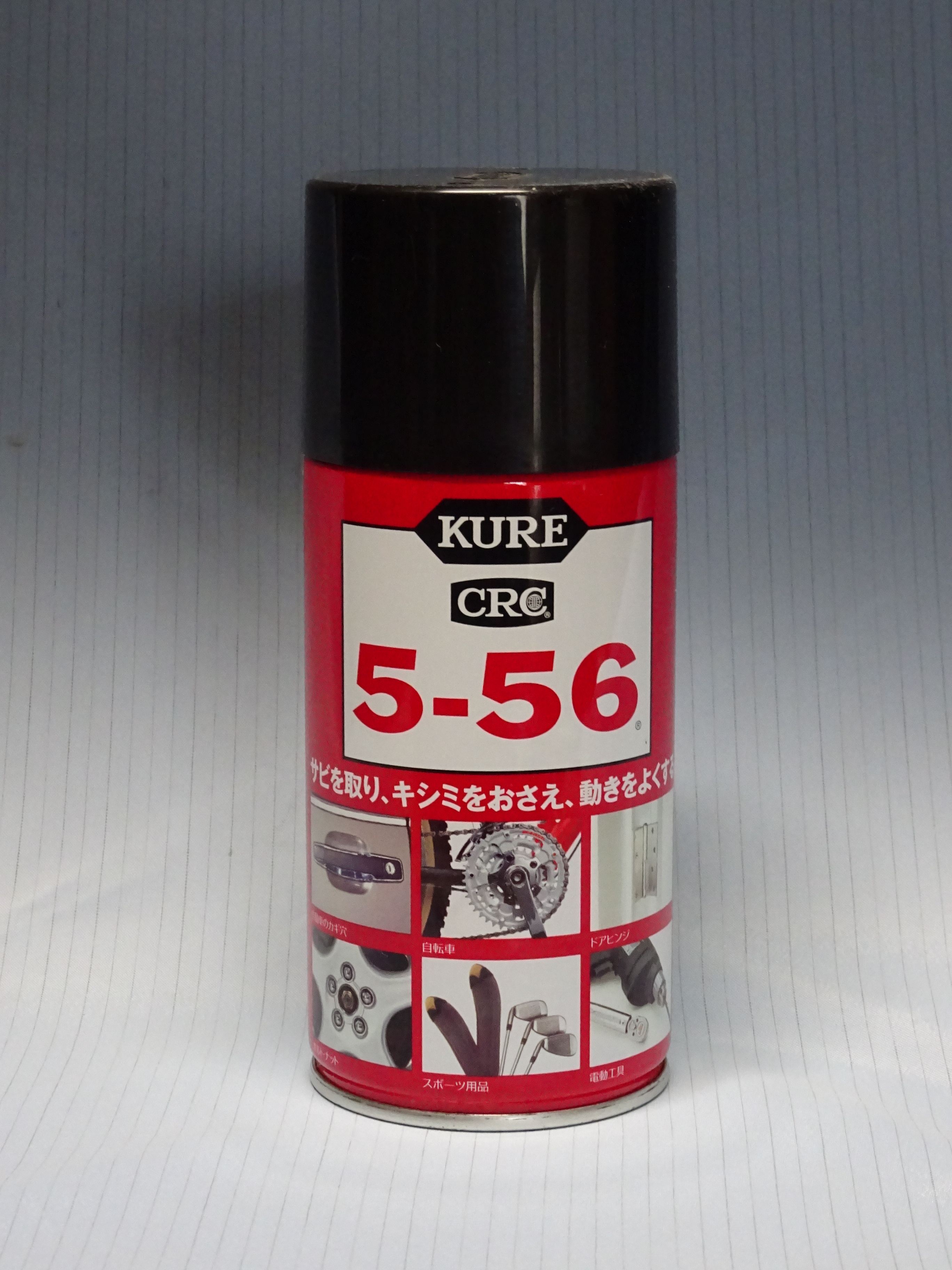
KURE 5-56（320ml缶）

KURE 5-56（クレ 556）は、呉工業が製造販売している浸透潤滑剤、およびその商品シリーズの名称である。開発元は、アメリカ合衆国の自動車関連および生活関連用品企業、CRCインダストリーで、内容物は同社の「CRC5-56」と呼ばれていた製品と同様であり、ブランド表記が「KURE CRC5-56（クレ・シーアールシー・ご・ご・ろく）」となっている商品もある。日本へは1962年10月に導入。

## 特徴
使用すると金属表面に薄い皮膜を作り、潤滑効果、防錆効果を生む。また固着したネジなどの微細な隙間に浸透して古い油脂を溶かし、緩めやすくする。有機溶剤の割合が高く、蒸発残留分は非常に少ないので長続きする潤滑効果は期待できない。これを利用して機械からのきしみ音の音源を探すのに使われる場合がある。
臭いの気になる室内、自動車内での使用を想定した無香性のものもあり、ゴム、プラスチックにも使用できる。
テレビCMなど一般向け販売促進では多くの機械に対して汎用的に潤滑、防錆、錆取り、防湿、洗浄用途として5-56で対応できるとしている。5-56が適さない用途としては、車軸等のベアリングのような耐久性のあるグリースを必要としている部位には向かず、不用意に使用すると元々あった潤滑油を溶剤が流してしまう。内部構造が複雑な玄関の鍵穴への使用は、潤滑剤がホコリを溜め込むことで鍵穴が動作不能になってしまう。また、ミシンやオートバイのチェーンには潤滑効果が持続しないため不向きである。5-56は非常に汎用性があり自転車のチェーンや電気接点の保護、ステッカー剥がしにも使えるがその分野で最高性能を発揮するわけではない。
呉工業は5-56に不向きな分野や5-56より高性能な専用製品を用意している。
研磨剤が入っているという噂や殺虫剤として使えることは否定されている。
石油系溶剤を含んでいるため、無溶剤である無香性タイプを除きゴムや樹脂類であるプラスチック、塗装面を溶かして汚れがこびりついて傷めるため、注意が必要である。

## 名前の由来
CRC社創立時の所在地番号（住所の番地）が1-16であった事から最初に開発された製品を1-16、2番目が2-26という品名になり、5番目に開発されたため5-56となった。現在CRC社では「Power Lube Multi-Purpose Lubricant」の商品名で販売されている（英語）。

## ラインナップ
5-56
容量は70 ml、80 ml、180 ml、220 ml、320 ml、420 mlのスプレー缶と、業務用の3.785 L（1ガロン缶）、18.925 L（5ガロン缶）、208.175 L（55ガロン缶）がある。
5-56無香性
ゴム・プラスチックにも使用できる無香性のタイプ。8 mlのペンタイプと、70 ml、220 ml、320 ml、330 mlのスプレー缶、業務用の3.785 L（1ガロン缶）、18.925 L（5ガロン缶）、208.175 L（55ガロン缶）がある。
スーパー5-56
PTFE（フッ素樹脂）と特殊添加剤を配合したタイプ。320 ml、435 mlのスプレー缶のみ。
5-56DX
SPA（Synthetic Penetrating Agent）配合により浸透・拡散性能を大幅に向上、その他の性能も5-56よりも向上している。70 ml、420 mlのスプレー缶のみ。

## コラボCM
機械が登場する作品を中心に話題の映画の公開に合わせコラボレーションしたCMを展開。
- 2009年より泉谷しげるをCMキャラクターに起用していた。それらの映画に準じた架空のキャラクターに扮して映画本編の映像と掛け合いする映像を取り交ぜ、KURE5-56を推奨するという内容。
  - 2009年、『トランスフォーマー/リベンジ』[6]（自動車整備工）
  - 2011年、『ミッション:インポッシブル/ゴースト・プロトコル』[7]（イーサンをアシストするエージェント）
  - 2013年、『スター・トレック イントゥ・ダークネス』[8]（バルカン人、エンタープライズ号のクルー）
  - 2015年、『ターミネーター:新起動/ジェニシス』（警察官に扮したアンドロイド）
- 2017年より寺田心をCMキャラクターに起用。なお、5-56は「こころ」とも読める。
  - 2019年、『劇場版 仮面ライダージオウ Over Quartzer』の公開に伴い、「KURE5-56×仮面ライダー1号」のコラボレーションを展開